# Osîka, Narodîci
Osîka (în ucraineană Осика) este un sat în comuna Mejîliska din raionul Narodîci, regiunea Jîtomîr, Ucraina.

## Demografie
Componența lingvistică a localității Osîka
     Ucraineană (100%)
Conform recensământului din 2001, toată populația localității Osîka era vorbitoare de ucraineană (100%).